# Podlesí (Dolní Žandov)
Podlesí, 1923–1947 Markartov (deutsch Markusgrün) ist ein Ortsteil von Dolní Žandov im tschechischen Okres Cheb.

## Geographische Lage
Es liegt etwa 15 km nordwestlich von Marienbad, wenige Kilometer östlich der Straße Marienbad–Cheb (Eger).

## Geschichte
Die älteste Nennung von Markusgrün findet sich im Leuchtenberger Lehenbuch (1362 bis 1390) in der Form Markchartsgrün. Die Leuchtenberger Lehensträger waren je zur Hälfte Engelhart und Gumprecht von Königwart.
Die Bevölkerungszahl wuchs langsam aber stetig. Sie betrug:
- 1900: 205 Einwohner
- 1914: 193
- 1919: 215
- 1938: 211
- 1945: 282
- 1947: 61

Im Ersten Weltkrieg fielen acht Männer, und im Zweiten Weltkrieg elf. 1923 wurde der tschechische Ortsname Markartov eingeführt.
Im Jahre 1947 wurde die Gemeinde in Podlesí umbenannt.

### Eingemeindungen
1960 erfolgte die Eingemeindung nach Dolní Žandov.